# Союз українців Підляшшя
Союз українців Підляшшя (пол. Związek Ukraińców Podlasia) — громадсько-культурна організація українців, які проживають на Підляшші, у Підляському та Люблинському воєводствах Республіки Польща. Головна управа міститься в Більську-Підляському, друкований орган — двохмісячник «Над Бугом і Нарвою». Основним своїм завданням організація вважає збереження та розвиток багатовікової української культурної спадщини Підляшшя.
Союз бере участь у проведені різноманітних культурних заходів українців у Польщі з метою популяризації сучасної української культури. Зокрема, організація проводить видавничу діяльність, організацію концертів, фестивалів, конкурсів, заходів у природі, діяльність художніх колективів, художні майстер-класи для дітей та молоді.

## Історія
Заснована 22 березня 1992 року в Більську-Підляському на основі Підляського відділу Об'єднання українців у Польщі. Першим головою Союзу українців Підляшшя було обрано українського активіста Юрія Ігнатюка, тодішнього війта гміни Більськ-Підляський. 31 березня 1996 року відбувся I з'їзд організації. У 1996—2000 роках Союз очолював Іван Рощенко. 27 серпня 2000 року пройшов II З'їзд Союзу українців Підляшшя, на якому була обрана головою Марія Рижик.
У 2005 році Міністерство закордонних справ України в рамках реалізації Наказу МЗС України про виконання плану заходів щодо встановлення зв'язків з українцями, які проживають за межами України, передало Союзу українців Підляшшя грант на підготовку та публікацію в часописі «Над Бугом і Нарвою» матеріалів про Україну та закордонних українців.
29 березня 2015 року в Більську-Підляському пройшов V загальний З'їзд Союзу українців Підляшшя, на якому були переобрані керівні органи організації (головою Союзу було втретє обрано доктора Андрія Артем'юка) та обговорено плани діяльності товариства
У 2017 році Союз відзначив 25-річчя проведенням низки заходів у регіоні.
23 червня 2019 року в музеї «Загорода» в Козликах над Нарвою пройшов VI загальний З'їзд Союзу українців Підляшшя, на якому були переобрані керівні органи організації (головою Союзу обрано доктора Мирослава Степанюка) та обговорено плани діяльності товариства.
У вересні 2019 року Союз українців Підляшшя долучився до організації відзначення 100-річчя заснування українського товариства «Рідна Хата».
Союз також проводить такі вели фестивалі української культури на Підляшші як «Підляська осінь», «На Івана, на Купала», організовує уроки української мови у садках і школах Більська-Підляського, Черемхи та Білостока. Завдяки діяльності організації збільшилася кількість мешканців Підляшшя, які ідентифікуються себе українцями — за переписом населення Польщі 2002 року таких було понад 1400 осіб, а в 2011 році — вже понад 2700.

## Голови
Союз українців Підляшшя очолювали:
- Юрій Ігнатюк (1992—1996)
- Іван Рощенко (1996—2000)
- Марія Рижик (2000—2005)
- Андрій Артем'юк (2005—2019[10])
- Мирослав Степанюк (з 2019[10])